# تیپ ۲۸۸ زرهی خاش
تیپ ۲۸۸ زرهی خاش یگان زرهی تحت امر لشکر ۸۸ زرهی زاهدان و زیرمجموعه نیروی زمینی ارتش ایران است، که قرارگاه فرماندهی آن در شهر خاش، استان سیستان و بلوچستان قرار دارد. هم‌اکنون سرهنگ حسینعلی نظری مقدم فرماندهی این تیپ را برعهده دارد.